# Aubigny-en-Laonnois
Aubigny-en-Laonnois är en kommun i departementet Aisne i regionen Hauts-de-France i norra Frankrike. Kommunen ligger  i kantonen Craonne som ligger i arrondissementet Laon. År 2022 hade Aubigny-en-Laonnois 101 invånare.

## Befolkningsutveckling
Antalet invånare i kommunen Aubigny-en-Laonnois
Referens: INSEE